# 劇場版 仮面ライダーエグゼイド トゥルー・エンディング
『劇場版 仮面ライダーエグゼイド トゥルー・エンディング』（げきじょうばん かめんライダーエグゼイド トゥルー エンディング）は、2017年8月5日より東映系で公開された、特撮テレビドラマシリーズ平成仮面ライダーシリーズの『仮面ライダーエグゼイド』の劇場版作品にして完結編である。
映倫No.:121141。同時上映作品は『宇宙戦隊キュウレンジャー THE MOVIE ゲース・インダベーの逆襲』。
キャッチコピーは、「ゲームエンド」「ドクターバトルの終焉」「命を救うのはVR《仮想現実》の世界か―リアルな医療か―」。

## 概要
『仮面ライダーエグゼイド』の単独映画作品。時系列においては、本作品ではテレビシリーズ最終回の後を舞台にした後日譚が描かれる。
従来の劇場版と同様に、劇場版限定ライダーが登場するほか、『仮面ライダークロニクル』のラスボス・ゲムデウスがテレビ本編とは異なる姿で登場する。また次作『仮面ライダービルド』から仮面ライダービルドがTV本編に先駆けて登場する。
2017年7月26日に開催された完成披露イベントには、テレビ本編から引き続き登場するキャストに加え、本作品で南雲影成 / 仮面ライダー風魔を演じるCHEMISTRYの堂珍嘉邦ほか映画でゲスト出演するキャストが登壇した。

## あらすじ
『仮面ライダークロニクル』を巡る騒動が終結し、宝生永夢 / 仮面ライダーエグゼイドたちは平穏な日常を送っていた。
そんなある日、突如として新種のバグスターウイルスによる大規模なパンデミックが発生した。時を同じくして謎の忍者集団が聖都大学附属病院を襲撃しこのウイルスをまき散らした。永夢たちはこの忍者集団を迎え撃つが、敵の攻撃により鏡飛彩 / 仮面ライダーブレイブや花家大我 / 仮面ライダースナイプたち、そして永夢が研修時代に出会った難病の少女星まどかがウイルスに感染してしまう。ウイルスに感染しなかった永夢は忍者集団を率いる南雲影成 / 仮面ライダー風魔に挑むも、圧倒的な実力差から敗れてしまう。
その後永夢は同じくウイルスに感染していなかった檀黎斗 / 仮面ライダーゲンムと九条貴利矢 / 仮面ライダーレーザーターボから、影成の正体が外資系ゲーム会社マキナビジョンの幹部で、彼の上司で社長であるジョニー・マキシマの目的がVR（仮想現実）空間に「絶望から解放される永遠の天国」を作り出すために現実世界の崩壊を目論んでいることを聞かされる。
敵の野望を阻止するべく永夢は黎斗が開発した新たなガシャットマイティクリエイターVRXガシャットと幻夢VRを使って敵のVR空間に突入するが、そこには意外な光景が広がっていた。

## 本作品オリジナルの登場人物

### マキナビジョン
外資系企業のゲーム会社で、最先端のVR技術を持ち、仮想現実のゲーム開発に尽力している。
南雲 影成（） / 仮面ライダー風魔
マキナビジョンの開発担当。新型のバグスターウイルスを使用して現実世界の人々の意識をVR空間に閉じ込め、永遠の天国を作ろうとする。
実はまどかの父親であり、彼女が小児脳腫瘍に侵されたため、彼女と妻の元を離れ、今回の計画を行っていた。

ジョニー・マキシマ / ゲムデウスマキナ
マキナビジョンの社長。影成や正宗を「ミスター〇〇」と呼ぶ。日本が好きで特に忍者を好む。「葱」という文字と手裏剣の絵が描かれた扇子を持ち歩いているが、日本文化を間違えて理解しているため、「忍」を入れたいはずが「葱（ねぎ）」になってしまった。その目的は、幻夢コーポレーションのゲーム開発技術と自社のVR技術を使って新たなゲームを共同開発することであった。
ハリケーンニンジャを利用して人々の意識を仮想現実へ送り込み、究極のゲームを作ろうと画策する。
その正体はバグスターであり、星まどかにプレイヤーとしてゲームをクリアさせることで手に入れた特殊なガシャットロフィーとゲムデウスウイルスを吸収・精製することでゲムデウスマキナへと進化する。
本作品の公開に先駆けて登場したテレビシリーズでは、『仮面ライダークロニクル』の海外展開および事業提携と引き換えにゲーマドライバーを協力条件として檀正宗に要求するが、リセットの影響で正宗がゲーマドライバーを確保できなかったため、海外展開を反故にする。その後、ライダーとグラファイトの最終決戦の場にも居合わせており、グラファイトのガシャコンバグヴァイザーを回収する。

### その他
星 まどか（）
症例の少ない小児脳腫瘍に侵され、聖都大学附属病院に入院していた余命わずかの7歳の少女。清空私立聖都東小学校に通う小学2年生だが、入院しているため長期欠席している。影成にプレイヤーに選ばれ、仮想現実の世界に閉じ込められるが、その世界で過ごすことを選ぶ。

星 朱美（）
まどかの母親。まどかが生まれてからすぐに夫である影成が去ったため、一人でまどかを育てた。なお、仮想空間では飛彩が夫ということになっている。

女子高生
本編冒頭にて、忍者プレイヤーによって新型ウイルスに感染した人々を救おうとしたが、自身も感染する。

## 本作品オリジナルの仮面ライダー

### 仮面ライダーエグゼイド クリエイターゲーマー
エグゼイドがレベル2の状態からゲーマドライバーのレバーを閉じ、マイティクリエイターVRXガシャットを左のスロットに装填してレバーを引き変身するエグゼイドの最強形態の一つ。劇中ではVR空間内でのみ使用された。
変身音声は「天地創造の力！ゲットメイク！未来のゲーマー！マイティクリエイターVRX！」。
決め台詞は、「ノーコンティニューでゲームを作るぜ！」。
アクションゲーマー レベル2に、腰部にピンクのローブや、胸部に白いプロテクターVRライフガードと肩部のオプティクスプリンターVRクリエイトモジュール、頭部に白いフェイスゴーグルマルチディスプレイゴーグルなどが付けられた姿となっており、これらの複眼部や胸部の装甲はVRのヘッドセットをモチーフとしている。
ガシャットを描画ツールとしてゲームのコントローラーのように振るうことで、VR空間に剣やミサイルなどの武器のVRエフェクトを指先で空中に描き、それらをオブジェクトとして実体化させて攻撃する。また、超高速で空中を飛行することでブラックホールを生み出す。実体化能力に永夢のインスピレーションを加えることでムテキゲーマー以上の戦闘能力を持つ。
- デザインは、「クロノスと対になる存在」という発注から、マスク・肩・コートの形状などがクロノスを意識したものとなっており[20]、ゲーム機の意匠を組み込むことによって未来感を出している[21]。
- 撮影用スーツは、レベル2からの換装ではなく、マスクや装甲などは完全新規造形である[22][23]。

必殺技
マイティクリティカルストライク
ガシャットホルダーの最上部のキメワザスロットにマイティクリエイターVRXガシャットを装填することで発動する。無数のミサイルを指先で描いた後、それらを実体化させて一斉に発射する。
キメワザスロットにガシャットを装填した時の音声は「カミワザ！」、必殺技が発動した時の音声は「神撃の一発！」となる。

### 仮面ライダー風魔
南雲影成が変身する忍者型の仮面ライダー。名前の読みは「ふうま」。ジャンルは忍者ゲーム。
名前は戦国時代の忍者集団風魔風魔小太郎に由来する。
レベル
ニンジャゲーマー
ゲーマドライバーにハリケーンニンジャガシャットを装填して、ドライバーのレバーを開いて変身する基本形態。レベルが設定されているのかは不明。
変身音声は「マキマキ！竜巻！ハリケーンニンジャ！」。
ガシャコンバグヴァイザーと光の手裏剣を使用してバグスターでさえも感染するハリケーンニンジャガシャットの新型バグスターウイルスを散布する。変身者の意思を伝送する頭部装甲のカシラノハチガネによって忍者プレイヤーを自在に操る他、口の呼気装置マンジストールは排気する熱をほとんど発生させないことで他のライダーよりも高い隠密性に優れ、白い頭髪型の索敵装置レンジシヘアーを備える。
武器は背中に収納された二刀一対の忍者刀風魔双斬刀を使用し、隠密性と高速戦闘に特化した調整が施されている他、耐刃性に優れたメタル炭素繊維が表層に編み込まれたニンジャギアスーツによる身軽な動きで接近戦を仕掛ける。両手・両足にはタイフーンスライサーという刃を装備しており、体を竜巻のように高速回転させることで周囲の敵を切り刻むことも可能。肩のオンミツショルダーはあらゆるアクションを高速化させる他、内部にマキビシが収納されている。また光の手裏剣はシャドーファイトグローブの両掌を合わせることで生成・射出できるが、劇中では投げつけて使用するシーンが描写されていない。
- デザインイメージは「忍者がエグゼイド風になったもの」で、平頭巾や忍者袴、手裏剣など忍装束の意匠のほか、歌舞伎の白頭も取り入れている。紺メタリックのベーススーツには仮面ライダー鎧武と同じ生地を使用している。忍者プレイヤーとパーツを兼用しており、パーツを付け替えて撮影している。頭髪のレンジシヘアーは本物の毛を使用している。

ツール
ゲーマドライバー
本作品で影成が使用する変身ベルト。外観ならびに機能は『エグゼイド』に登場する仮面ライダーが使用する物に準じる。
幻夢コーポレーションのサーバーにハッキングしたことでライダーガシャットとゲーマドライバーの設計図のデータを盗んでいたため、使用が可能となった。
またステージセレクト機能によって仮想現実への行き来も可能。
小説『マイティノベルX』では檀黎斗IIが所持しており、ゲンムへの変身に使用された。
風魔双斬刀（）
背中に装備された二刀一対の忍者刀。収納されている場合は、風魔が巨大な手裏剣を背負っているように見える。
フジヤマメタルという金属を鍛えた切断力に優れた刀身で、竜巻や炎を纏った斬撃を繰り出せる。
ガシャコンバグヴァイザー
ゲンムやグラファイトなどが使用するパッド型の武器。劇中では変身前に用いた。
テレビシリーズ第41話にて、ジョニー・マキシマがグラファイトが使っていた物を彼の死後に回収し、後に残留されていたゲムデウスウイルスをハリケーンニンジャガシャットに応用した。

必殺技
ハリケーンクリティカルストライク
ガシャットホルダーの最上部のキメワザスロットにハリケーンニンジャガシャットを装填することで発動する。2本の風魔双斬刀を高速で回転させて竜巻を起こし、相手に当てる。ガシャットをホルダーに装填した際の音声は通常のガシャットと同じ「キメワザ！」、必殺技が発動した際の音声は「会心の一発！」となっている。

その他の登場作品
『仮面ライダージオウ』
EP44からEP46にてスウォルツが変身したアナザーディケイドによってアナザーワールドから召喚されたダークライダーの1人として登場。

## 本作品オリジナルの怪人
忍者プレイヤー
仮面ライダー風魔に変身すると同時に現れる風魔直属の戦闘員。
ハリケーンニンジャに登場するキャラクターをベースとしたNPCで、外見は風魔に酷似しているが、「腰部にゲーマドライバーが装備されていない」「複眼が一つ目」「両手足にタイフーンスライサーがない」「背中に忍者刀が装備されてない」などの違いがある。
頭部装甲のイシンハチガネに組み込まれた小型通信装置によって風魔からの指令を受け取り、内蔵されたジャイロ機構と吸着力を自在に変化できるソールの組み合わせと軽量さ、静穏性に重きが置かれた脚部のバトルシューズシャドーファイトシューズによって忍者の如く、壁や天井を三次元的に移動したり、高速移動や分身を使った集団奇襲戦法による攻撃を得意とする。
スプリットギアスーツによって戦況に応じた自身のコピー体を分身の術のように自動生成する機能を持つが、分身後の個体能力はオリジナルの8割程度となる。
風魔同様、シャドーファイトグローブの両掌を合わせることでハリケーンニンジャガシャットの新型バグスターウイルスを含んだ光の手裏剣を生成・射出して散布させ、ゲーム病に感染させる。武器は小刀ゲニンウェポンと肩のオンミツショルダーに収納されたマキビシ。ゲニンウェポンにはガシャコンウェポン同様、スロットが装備されているが、劇中では未使用。また刀身に新型バグスターウイルスを覆うことができる他、光のクナイも射出可能。

超ゲムデウスマキナ
ゲムデウスマキナの本来の姿。ハリケーンニンジャのラスボスとされ、本来は『仮面ライダークロニクル』のラスボスであるゲームキャラクターだが、本作品ではジョニー・マキシマが星まどかを利用して得た特殊なガシャットロフィーとゲムデウスウイルスを体内に吸収・精製し、ゲーム病を悪化させることで変化した。テレビ本編の超ゲムデウスと同等の戦闘能力を持つ。武器は側面に巨大な目玉と拳が龍の頭となっている伸縮自在の両腕マキナファーブニルと脚部の巨大な剣マキナカリバーで、全身から衝撃波を放つ。
- 「ラスボスの最終進化形」のようなノリで、画面いっぱいに横幅が広がったイメージとして、巨大な腕のように超ゲムデウスの肩口にあった龍の頭を伸ばして、一振りの剣に見立てて脚部をまとめることで動きを集約させている。当初は超ゲムデウスの顔も変える予定だったが、元の身体の顔から鎖骨辺りまでを最終的にそのまま残すこととなった。デザイン画は、こちらが先に描き起こされ、後に色替えしたものが超ゲムデウスとなった。

ゲムデウスマキナ
超ゲムデウスマキナがパラドと黎斗を取り込んだことで力を抑制され、怪人形態に弱体化した姿。武器は宝剣マキナスラッシャーと宝盾マキナランパート。
テレビシリーズに登場しているゲムデウスとは、体色や武器の色が異なっており、赤を基調としている。テレビシリーズと同様に仮面ライダークロニクルに登場する各バグスターの特殊能力を使用できる他、現実世界をゲームエリアへと変える能力を持ち、次々と破壊する。
- シブめのイメージであったゲムデウスに対して、「派手な色にして欲しい」という指示があったため、赤となった。「海外版のゲムデウス」という指示があったため、金色のツノや青い目のラインにしている。

## 本作品のみに登場するアイテム
本作品で初登場したエグゼイドフルボトルについては、エグゼイドフルボトルを参照。
幻夢VR
幻夢コーポレーション製のVRで檀黎斗が新型バグスターウイルスのメカニズムに対応して開発した特殊なヘッドギア型ユニット。ゲーマドライバーと共にクリエイターゲーマーの変身にも使用され、これを着用して仮想空間へ入ることで自由に活動できるようになる。
- 撮影用プロップは、ソニーとのコラボレーションによりPlayStation VRを使用している。

マイティクリエイターVRXガシャット
檀黎斗が開発したVR専用のガシャット。あくまで幻夢VRとの連動を目的としており、永夢のセンスと「ゲームを作るゲーム」という能力が合わさることでムテキを超える力をも発揮する。仮想現実での変身後はVRエフェクトの描画ツールとして機能する。
他のガシャットとは異なり、基盤部分がクリアブルー、システム音声は仮面ライダークロニクルガシャットのシステム音声に準拠したものとなっている。

ハリケーンニンジャガシャット
忍者をモチーフとしたガシャット。幻夢コーポレーションのサーバーからハッキングしたゲーマドライバーとガシャットの設計データとグラファイトが使用していたガシャコンバグヴァイザーに残留されていたゲムデウスウイルスを基に、影成が『仮面ライダークロニクル』をベースとして改造システムを構築した。バグスターにも感染する新型バグスターウイルスとなっており、ジョニーはこのゲームを「絶望のゲーム」と称している。
これによる新型バグスターウイルスに感染した人々の精神や意識は、仮想現実のVR空間へと閉じ込められて与えられた役割を演じ続けるが、バグスターであればその意識はそのままである。

## キャスト
- 宝生永夢 / 仮面ライダーエグゼイド - 飯島寛騎
- 鏡飛彩 / 仮面ライダーブレイブ - 瀬戸利樹
- 花家大我 / 仮面ライダースナイプ - 松本享恭
- 檀黎斗 / 仮面ライダーゲンム - 岩永徹也
- 仮野明日那 / ポッピーピポパポ / 仮面ライダーポッピー - 松田るか
- 九条貴利矢 / 仮面ライダーレーザーターボ - 小野塚勇人
- パラド / 仮面ライダーパラドクス - 甲斐翔真
- 西馬ニコ - 黒崎レイナ
- 星朱美 - 藤本美貴[36]
- 星まどか - 森山のえる[9]
- 小星作 - 宇野祥平
- 弓田吟子 - 河本千明
- 女子高生 - 倉野尾成美（AKB48）[36]
- 看護師 - 石丸奈菜美
- 麻酔科医 - 佐藤太三夫
- 仮面ライダービルド - 犬飼貴丈
- ジョニー・マキシマ / ゲムデウスマキナ - ブラザートム[36]
- 鏡灰馬 - 博多華丸
- 南雲影成 / 仮面ライダー風魔 - 堂珍嘉邦[42]

### スーツアクター
- 仮面ライダーエグゼイド[8][9] - 高岩成二
- 仮面ライダーブレイブ[43] - 渡辺淳
- 永徳
- 仮面ライダー風魔[9][10] - 浅井宏輔
- 仮面ライダーゲンム[44] - 中田裕士
- 内川仁朗
- 仮面ライダーレーザー[45]、忍者プレイヤー[28] - 藤田慧
- 仮面ライダーパラドクス[46] - 岡田和也
- 喜多川2tom
- 渡辺実
- 渡邉昌宏
- おぐらとしひろ
- 高橋光
- 藤井祐伍
- 石井靖見
- 神前元
- 榮男樹
- 寺本翔悟
- 松岡千尋
- 隈本秋生
- 御前伸幸
- 山田武生
- 近藤雄太
- 石上龍成
- 福井理沙
- 白井雅士
- 大河平レオン
- 上平田結花
- 齊藤謙也
- 小森拓真
- 松本直也

## スタッフ
- 原作 - 石ノ森章太郎
- 脚本 - 高橋悠也
- 音楽 - ats-,清水武仁&渡辺徹（tearbridge production）
- 製作 - 手塚治（東映）、亀山慶二（テレビ朝日）、高木勝裕（東映アニメーション）、間宮登良松（東映ビデオ）、野田孝寛（アサツー ディ・ケイ）、相原晃（東映エージエンシー）、垰義孝（バンダイ）
- 企画 - 白倉伸一郎（東映）、鷲尾天（東映アニメーション）、加藤和夫（東映ビデオ）、麻生一宏（アサツー ディ・ケイ）、竹内淳裕（東映エージエンシー）、桃井信彦（バンダイ）
- 撮影 - 倉田幸治
- 照明 - 斗沢秀
- 美術 - 大嶋修一
- 録音 - 堀江二郎
- 編集 - 佐藤連
- スクリプター - 柿﨑徳子
- 助監督 - 塩川純平
- 制作担当 - 中島嘉隆、𠮷川和也
- ラインプロデューサー - 道木広志
- カースタント&コーディネート - 西村信宏（武士レーシング）
- 絵コンテ - 伊藤そうあ
- キャラクターデザイン - 田嶋秀樹（石森プロ）、小林大祐（PLEX）
- クリーチャーデザイン - 篠原保、寺田克也
- プロデューサー補 - 谷中寿成（東映）、安東健太（東映）
- 特別協力 - PlayStation
- 装飾協力 - ソニーマーケティング株式会社
- 医療監修 - 林昇甫、イムス富士見総合病院 医師 鷲内隆雄
- 仮面ライダービルド
  - 演出協力 - 田﨑竜太
  - 脚本監修 - 武藤将吾
- 製作プロダクション - 東映テレビ・プロダクション
- スーパーバイザー - 小野寺章
- エグゼクティブプロデューサー - 佐々木基（テレビ朝日）
- プロデューサー - 大森敬仁（東映）、菅野あゆみ、古谷大輔（アサツー ディ・ケイ）
- 特撮監督 - 佛田洋（特撮研究所）
- アクション監督 - 宮崎剛（ジャパンアクションエンタープライズ）
- 劇場版「エグゼイド・キュウレンジャー」製作委員会（東映、テレビ朝日、東映アニメーション、東映ビデオ、アサツー ディ・ケイ、東映エージエンシー、バンダイ）
- 監督 - 中澤祥次郎
- 配給 - 東映[注釈 1]

## 音楽
主題歌「Life is Beautiful」
作詞 - Kanata Okajima、作曲 - Daichi Miura、Kanata Okajima、UTA / 編曲 - UTA / 歌 - 三浦大知

## 制作
脚本を務めた高橋は、テレビシリーズが8月で終了することを受け、終了後も本作品は公開しているため、「真のエンディング」というテーマにしたことを決め、パラレルでも夢落ちでもない世界観にし、テレビシリーズを最終回まで観たうえでまた見に行きたくなる映画を目指した。ただし、テレビシリーズを見たとしても映画は観ない視聴者はいるため、テレビシリーズはテレビシリーズできっちりと完結させているという。
『仮面ライダーエグゼイド』が現実の医療を描いた従来の医療ドラマとは違い、子供たちが見る番組であるため、リアリティを求めるよりも「病気と闘う勇気を持つことの大切さや人への優しさ」を描いていたため、劇場版となった本作品では、現実にもある病気である小児脳腫瘍を患う子供が物語のコンセプトとして選ばれた。
時系列は本編最終話の後日譚だが、本編の台本が上がる前に撮影されたため、本作品で全員が登場することとなったことから、本編では全員が生き残ることとなった。

## 映像ソフト化
2018年1月10日発売。Blu-ray / DVDでリリース。本作品以降、通常版はDVD版のみとなり、コレクターズパックのBlu-ray版は特典映像を本編Blu-rayに集約し、DVD版の本編ディスクとセットで販売する形式となった。
- 劇場版 仮面ライダーエグゼイド トゥルー・エンディング DVD通常版（1枚組）
  - 映像特典
    - TRAILER
- 劇場版 仮面ライダーエグゼイド トゥルー・エンディング DVDコレクターズパック（2枚組）
  - ディスク1：本編DVD（通常版と共通）
  - ディスク2：特典DVD
    - Making
    - 製作発表会見
    - 完成披露イベント
    - 完成披露上映会舞台挨拶
    - 公開初日舞台挨拶
    - SPOT集
    - DATA FILE
    - POSTER GALLERY

  - 初回限定特典
    - 特製スリーブケース
- 劇場版 仮面ライダーエグゼイド トゥルー・エンディング Blu-ray+DVDセット コレクターズパック（2枚組）
  - ディスク1：本編Blu-ray
    - 映像特典
      - Making
      - 製作発表会見
      - 完成披露イベント
      - 完成披露上映会舞台挨拶
      - 公開初日舞台挨拶
      - SPOT集
      - DATA FILE
      - POSTER GALLERY
      - TRAILER

    - 音声特典
      - オーディオ・コメンタリー（プロデューサー：大森敬仁×脚本：高橋悠也×監督：中澤祥次郎）

  - ディスク2：本編DVD
    - 映像特典
      - TRAILER

  - 初回限定特典
    - 特製スリーブケース

## 他媒体展開

### 他映画
『仮面ライダー平成ジェネレーションズ FINAL ビルド&エグゼイドwithレジェンドライダー』（2017年12月9日公開）
『仮面ライダービルド』と『仮面ライダーエグゼイド』をメインとしたクロスオーバー作品。本作品の後の出来事で、本作品で登場したエグゼイドフルボトルやそのやり取りなども物語の重要なカギとなっている。本作品の映像が一部使用されている。

### Vシネマ
『仮面ライダーエグゼイド トリロジー アナザー・エンディング』（2018年3月28日・4月11日・4月25日発売）
『仮面ライダーエグゼイド』のオリジナルビデオ作品。本作品から2年後の世界を舞台にした後日譚が描かれる。

### スペシャルVR映像
『劇場版 仮面ライダーエグゼイド トゥルー・エンディング スペシャルVR映像』
2017年7月14日よりPlayStation Storeで無料配信を開始したPlayStation VR向け動画。コンテンツ制作協力は『360Channel』。「VS エグゼイド！」「Objective view BATTLE SCENE」の2つの映像が視聴できる。同年8月18日より第2弾『幻夢VR』 ver.も配信。

### テレビシリーズ
『仮面ライダージオウ』
EP44からEP46に仮面ライダー風魔が登場。

### Webムービー
『ギーツエクストラ 仮面ライダータイクーンmeets仮面ライダーシノビ』
『仮面ライダーギーツ』のスピンオフ作品。仮面ライダー風魔が登場。